# Чемпіонат Європи зі спортивного орієнтування 2000
Чемпіонат Європи зі спортивного орієнтування 2000 року (англ. European Orienteering Championship 2000) проходив з 30 червня по 4 липня 2000 року в м. Трускавець (Львівська область, Україна). Це був перший чемпіонат Європи зі спортивного орієнтування після 36-річного призупинення цих змагань.
Відбулося шість змагань: коротка та довга дистанції серед чоловіків та жінок, а також чоловіча та жіноча естафети.

## Призери

### Жінки

#### Довга дистанція
1. Ганне Стафф,  Норвегія, 1.04.49
2. Брігітте Вольф,  Швейцарія, 1.08.46
3. Іветт Вайкер,  Велика Британія, 1.10.20

#### Коротка дистанція
1. Єнні Йоханссон,  Швеція, 25.50
2. Сімоне Лудер,  Швейцарія, 26.17
3. Анна Горніцька-Антонович,  Польща, 27.27

#### Естафета
1. Норвегія 1 (Елізабет Інгвалдсен, Брігітте Гусебйє, Ганне Стафф), 2.16.18
2. Швеція 1 (Катаріна Ольберг, Марія Сандстрем, Єнні Йоханссон), 2.16.21
3. Велика Британія 1 (Дженні Джеймс, Іветт Вайкер, Гізер Монро), 2.20.08

### Чоловіки

#### Довга дистанція
1. Валентин Новиков,  Росія, 1.27.51
2. Мар'ян Давидик,  Словаччина, 1.32.32
3. Бйорн Валстад,  Норвегія, 1.32.33

#### Коротка дистанція
1. Валентин Новиков,  Росія, 26.58
2. Юрій Омельченко,  Україна, 28.01
3. Торе Сандвік,  Норвегія, 28.11

#### Естафета
1. Швейцарія (Маттіас Нігль, Крістоф Платнер, Thomas Bührer Томас Бюгрер), 2.36.42
2. Чехія (Владімір Лукан, Міхал Єдлічка, Рудольф Ропек), 2.39.10
3. Швеція 2 (Фредрік Левегрен, Томас Асп, Йорген Ольссон), 2.39.34